# Фрізах (Каринтія)

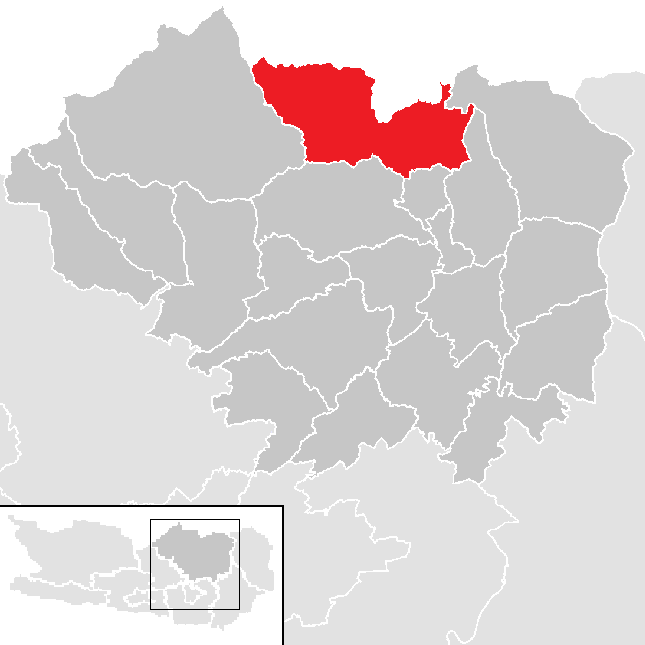
20505 —Фрізах

Фрізах (нім. Friesach) — місто і міська громада на півночі австрійської землі Каринтія. Найстаріше місто землі, відоме своїми збереженими фортифікаціями.

## Історія
Місто складається з трьох кадастрових громад — Фрізах, Санкт-Сальватор, Цельтшах. Вона розташоване у передгір'ях альпійського хребта Гуркталь (нім. Gurktal) біля виходу річки Метніц (нім. Metnitz) у долину Фрізахер біля підніжжя гір Віргілен (нім. Virgilienbergs) і Петера (нім. Petersbergs), на якій над містом височить замок Петерсберг. На північ від міста стоїть замок Гаєрсберг. Збереглись фортифікації міста.
Через місто проходила римські дорога Via Iulia Augusta. У VI ст. тут було слов'янське поселення Breže (місцевість з березами), від чого пішла сучасна назва міста. Близько 740 Каринтію почало заселяти плем'я баварів. Король Людовик II Німецький надав 860 архієпискоапу Зальцбургу Адалвіну двір у Фрізаху. Місцевий граф Вільгельм надав право (1016-1028) проводити неподалік двору архієпископа ярмарки на основі привілею Конрада II. Це сприяло розвитку міста, що лежав на торговому шляху з Венеції до Відня. у ХІІІ ст. Фрізах був найбільшим містом Каринтії і другим після Зальцбургу архієпархії Зальцбурга. До 1803 перебував у володінні архієпископів, після чого став втрачати своє значення.
Населення Фрізаху складається на 96,2% з громадян Австрії, 89,8% католиків, 2,6% євангелістів, 1,5% мусульман.

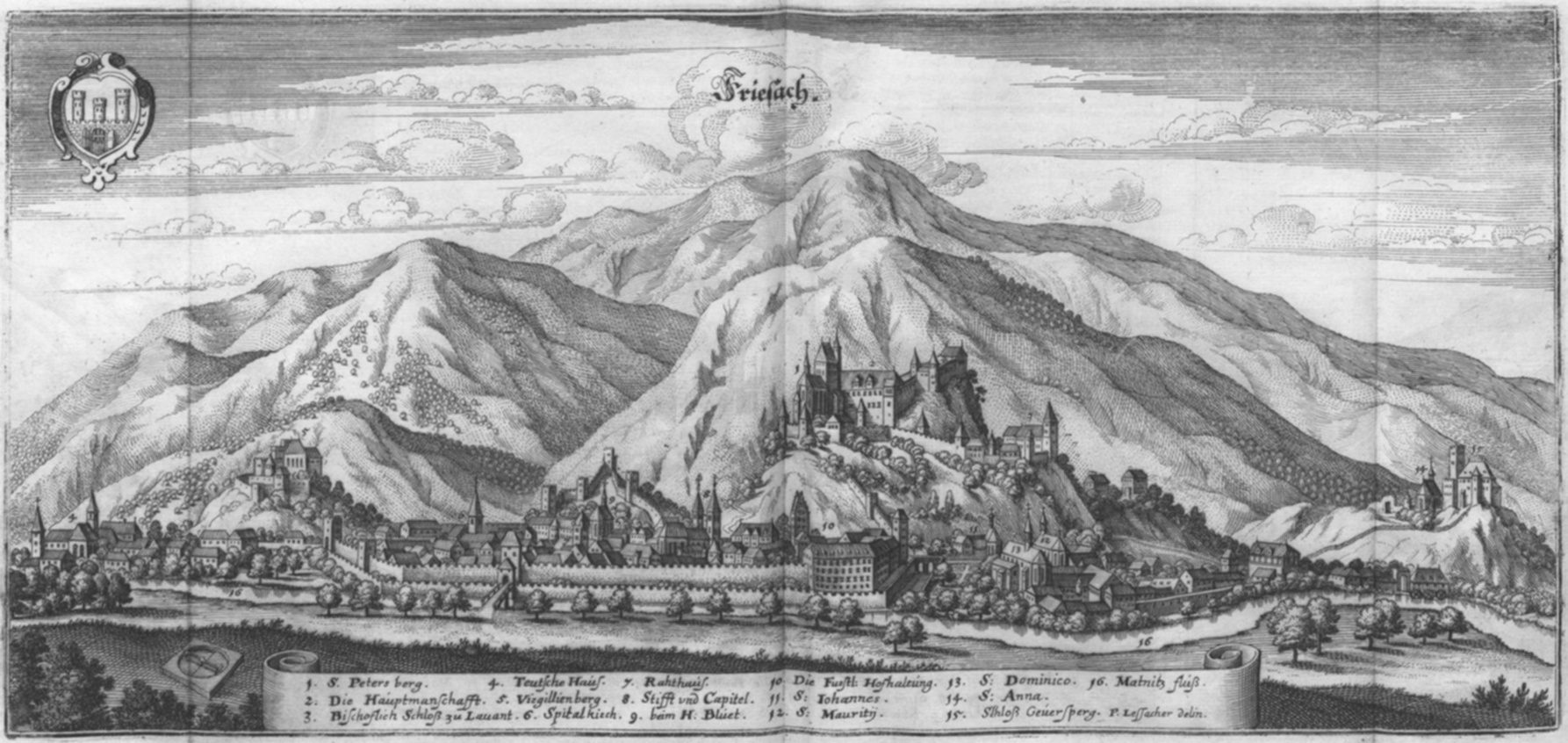
Фрізах. Худ. Matthäus Merian. 1679

## Пам'ятки Фрізаха

Місто
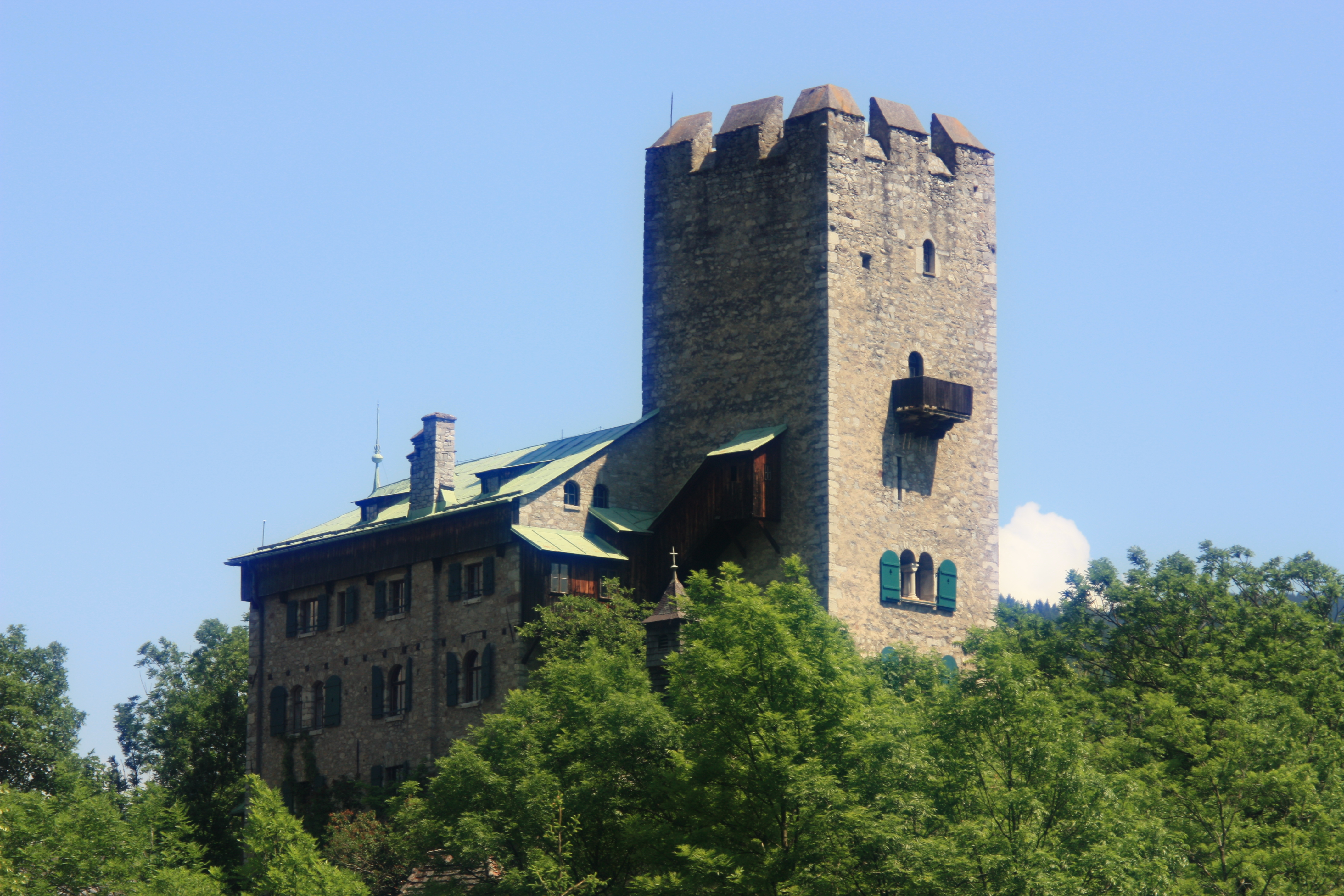
Замок Гаєрсберг
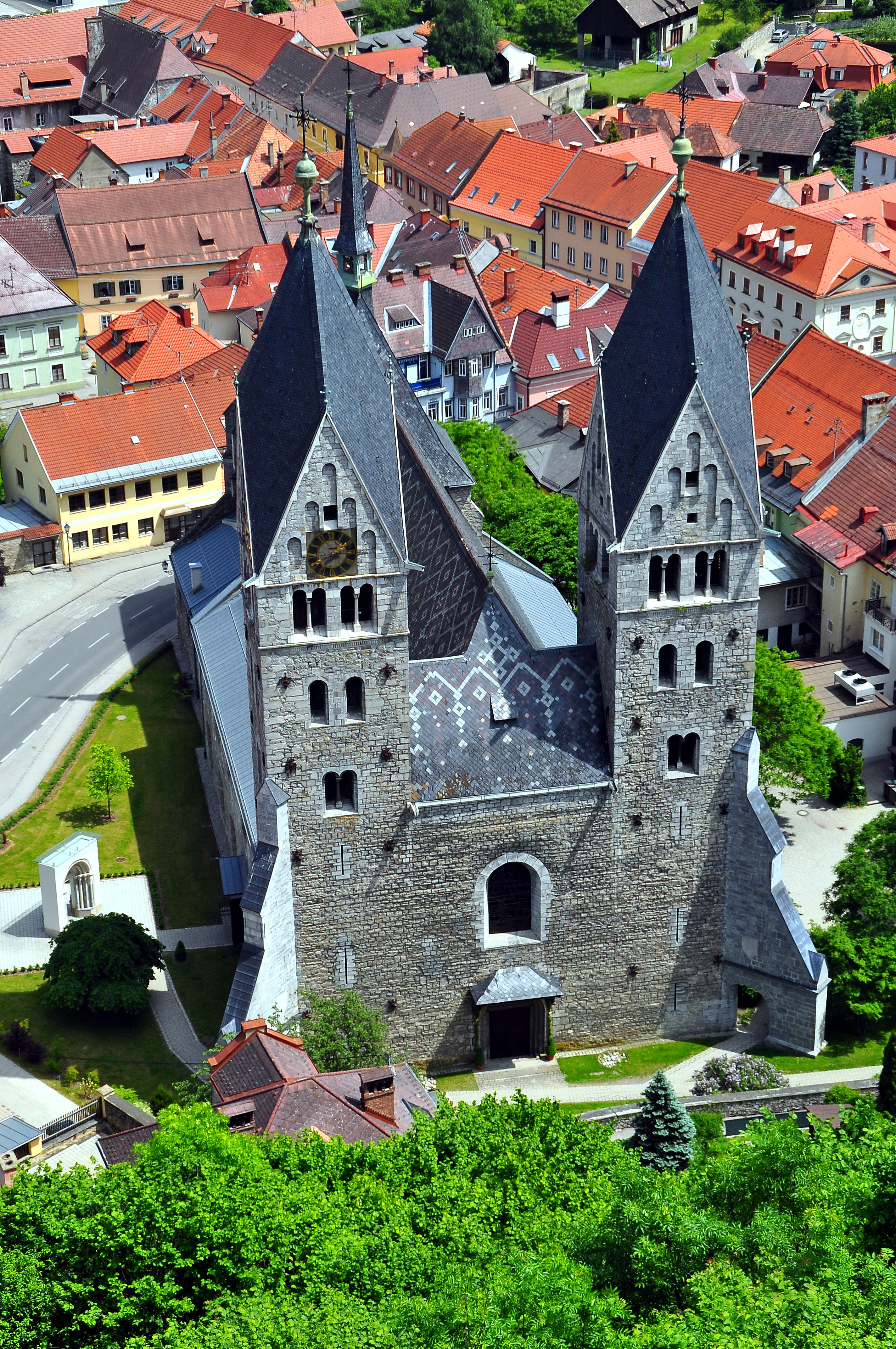
Фарний костел
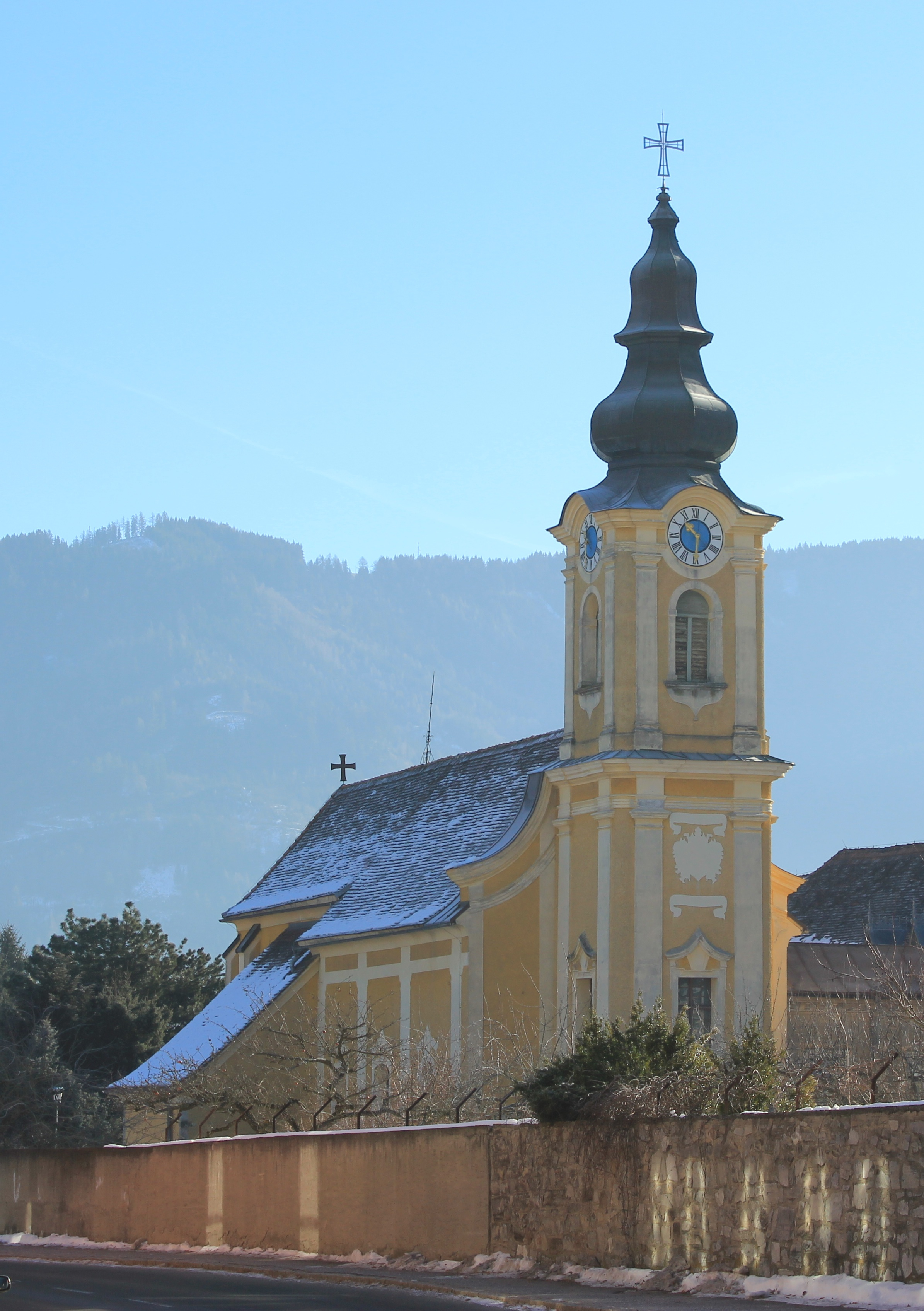
Костел іоанітів
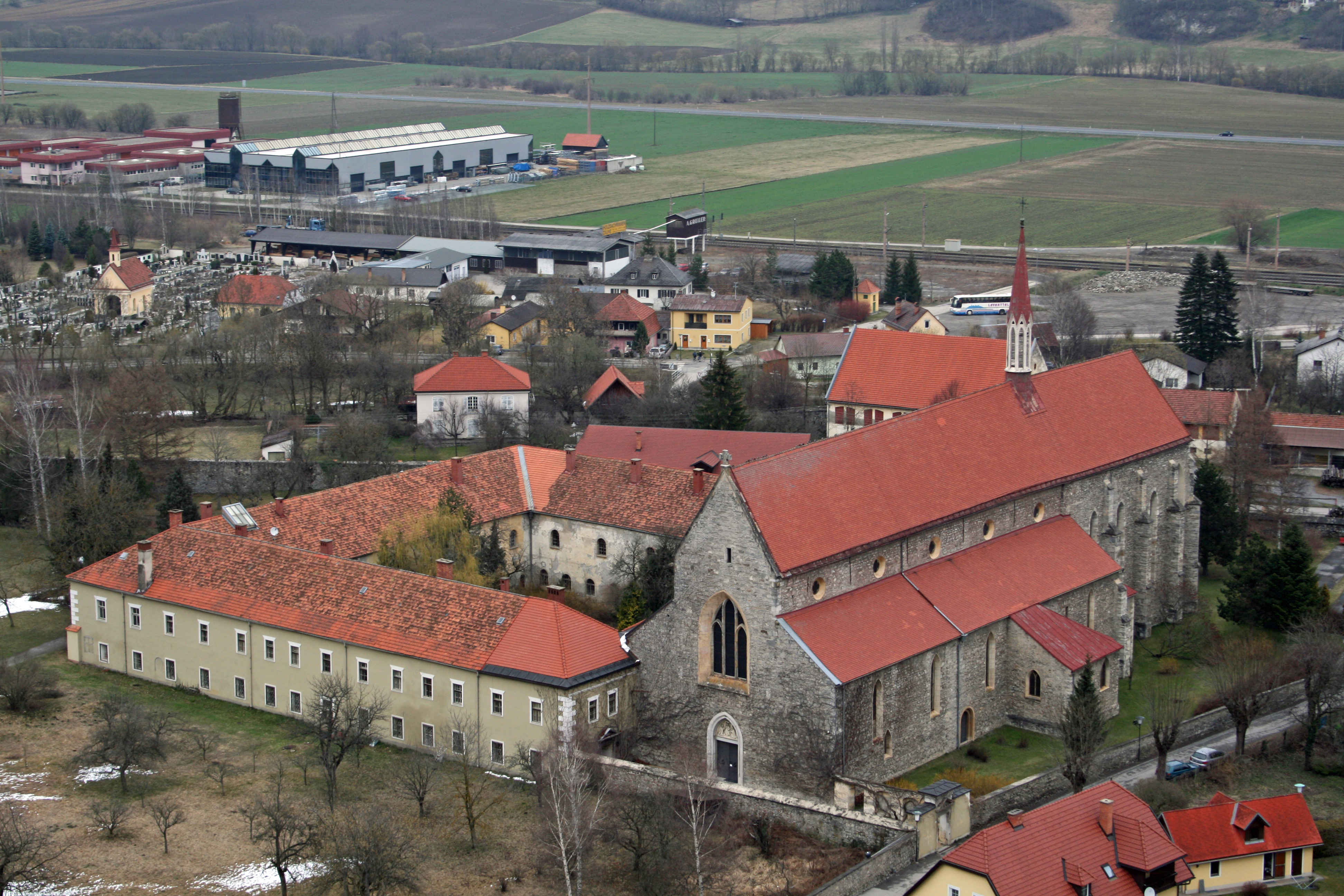
Монастир домініканців
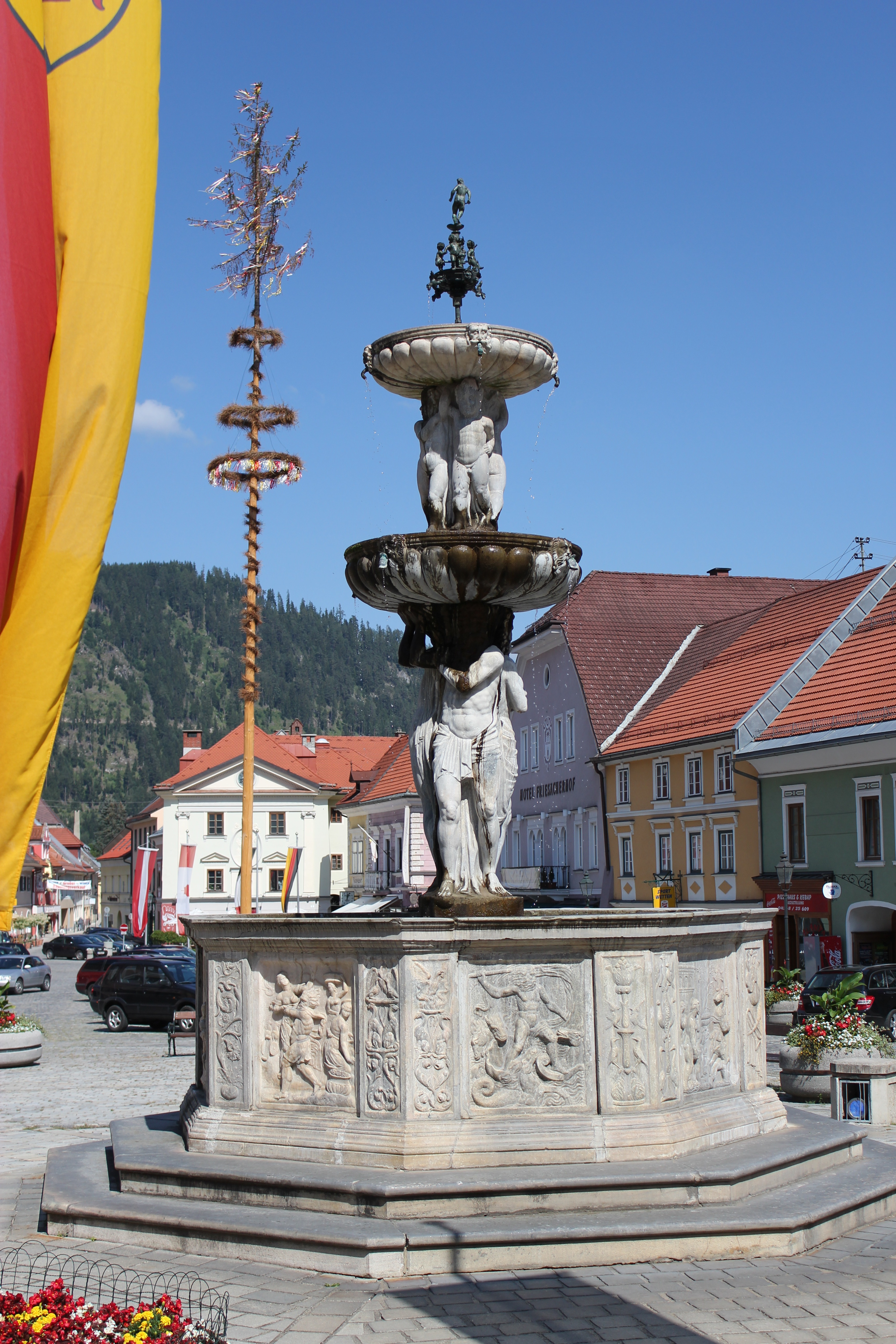
Міська криниця
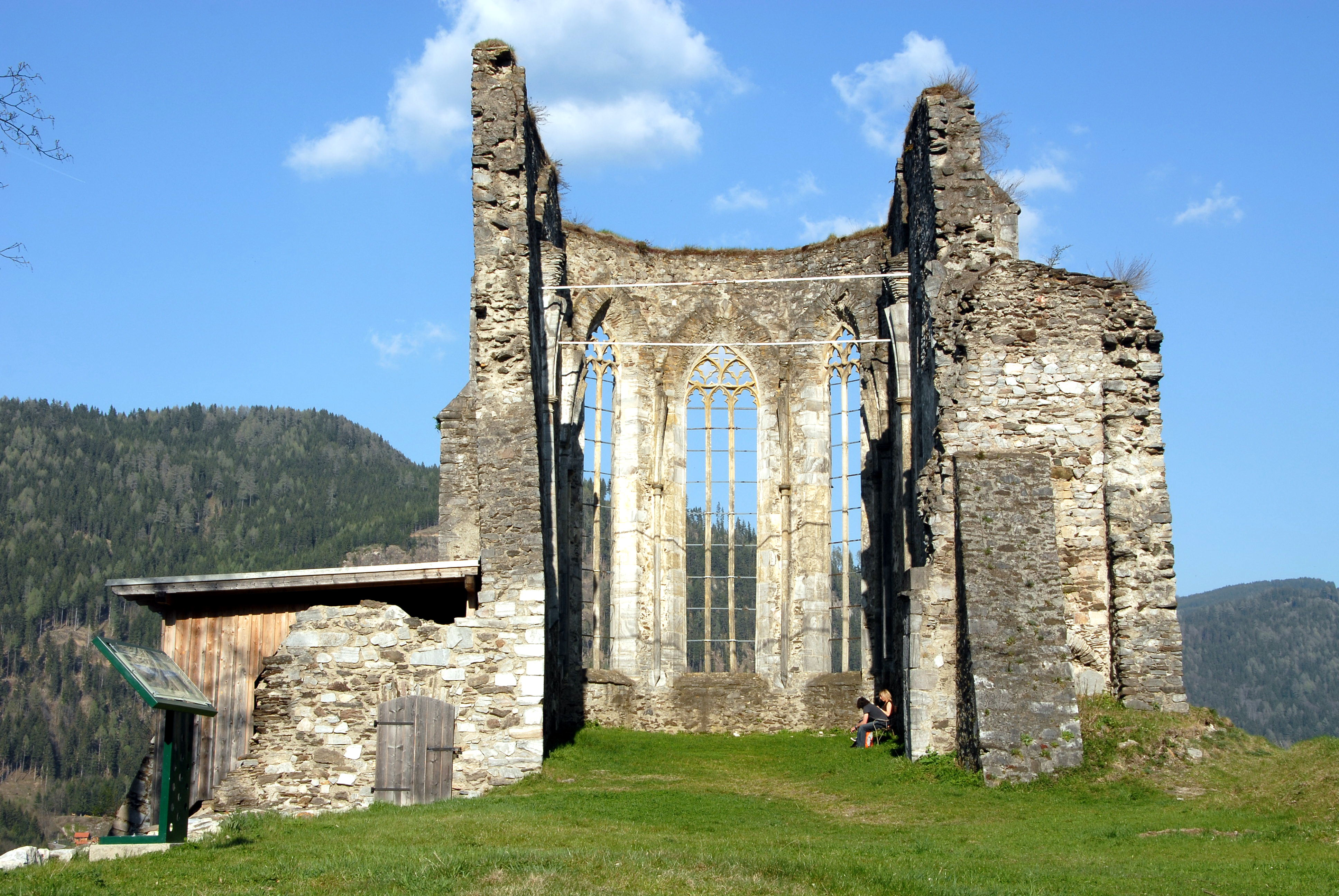
Руїни костелу
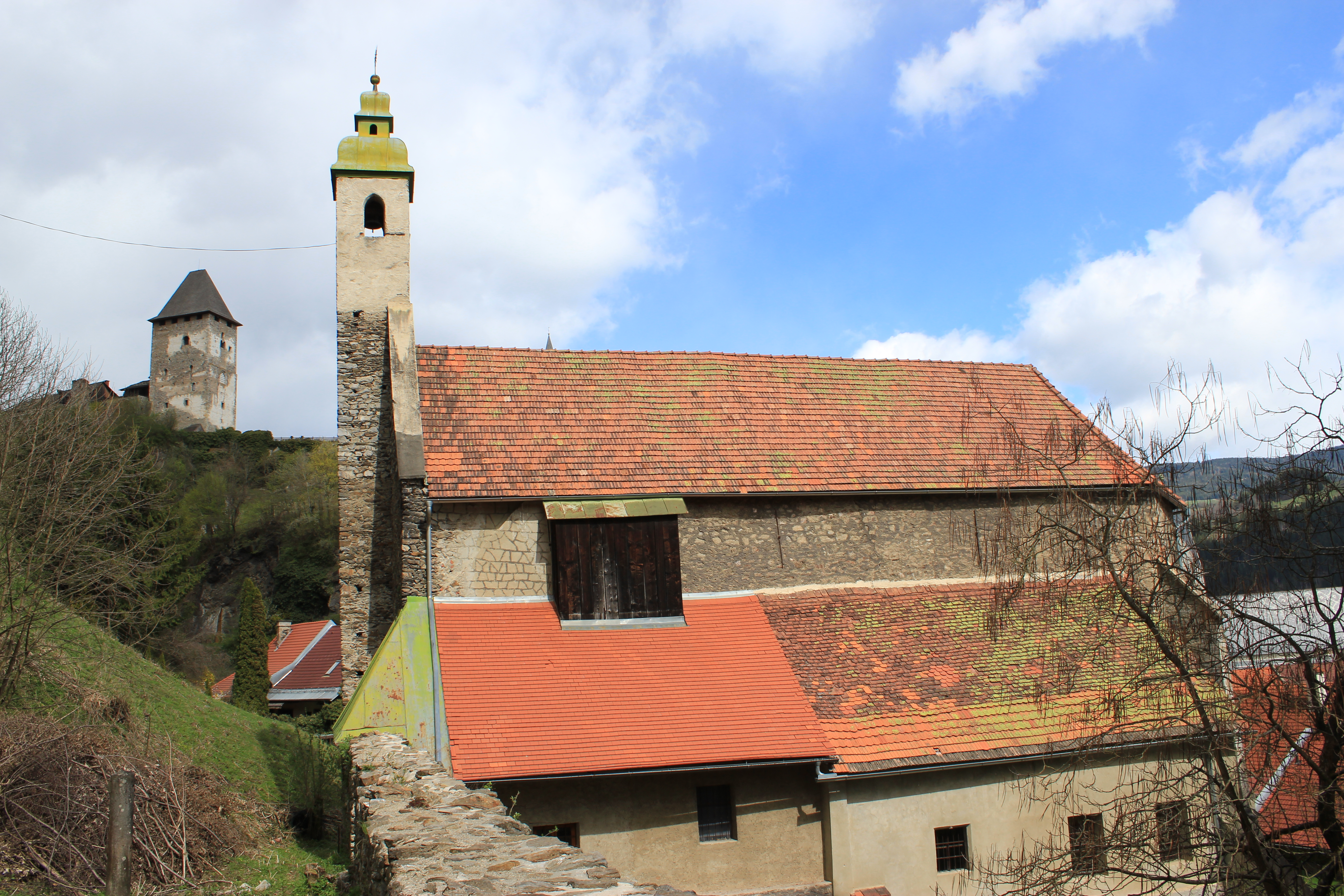
Філіальний костел
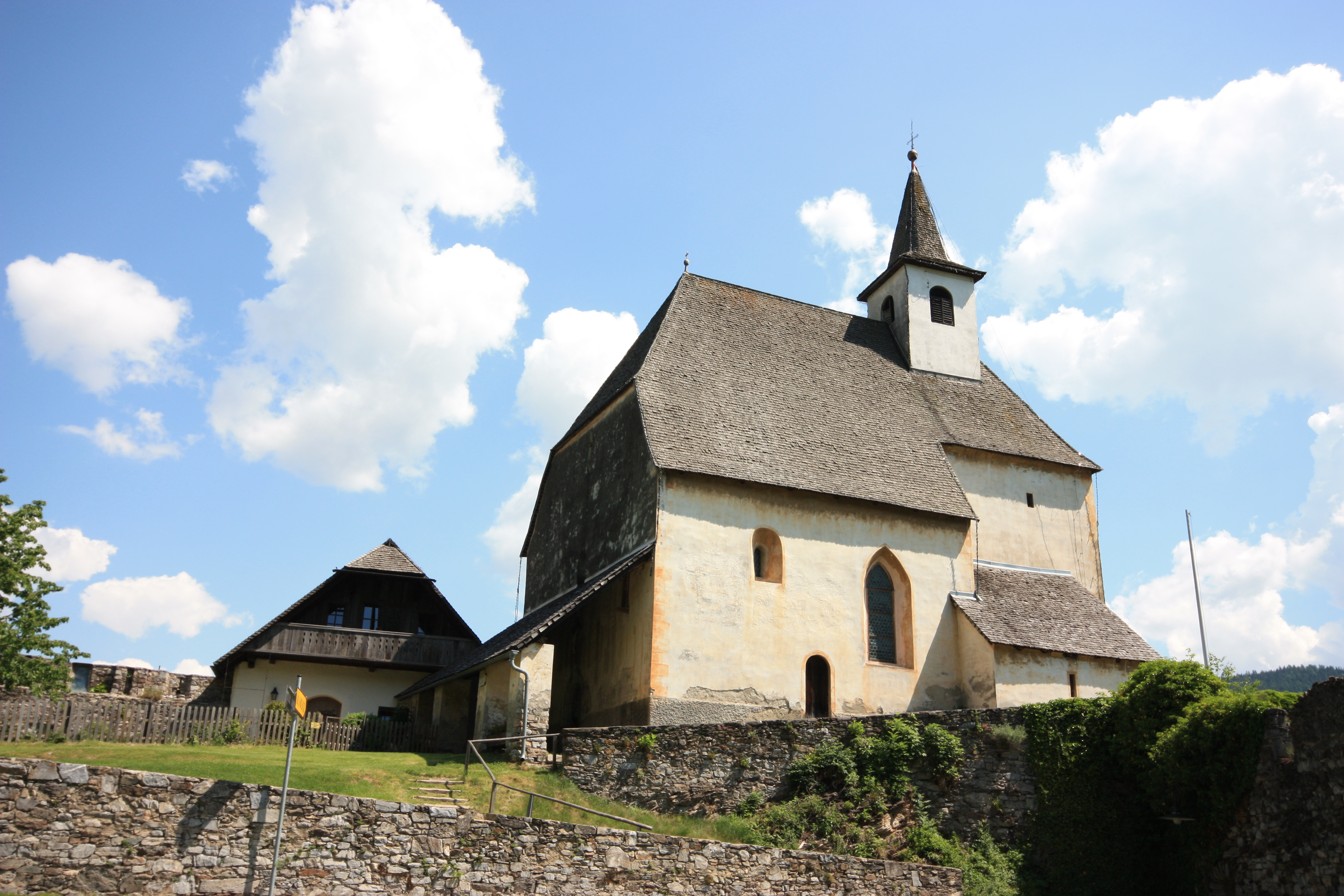
Замкова каплиця
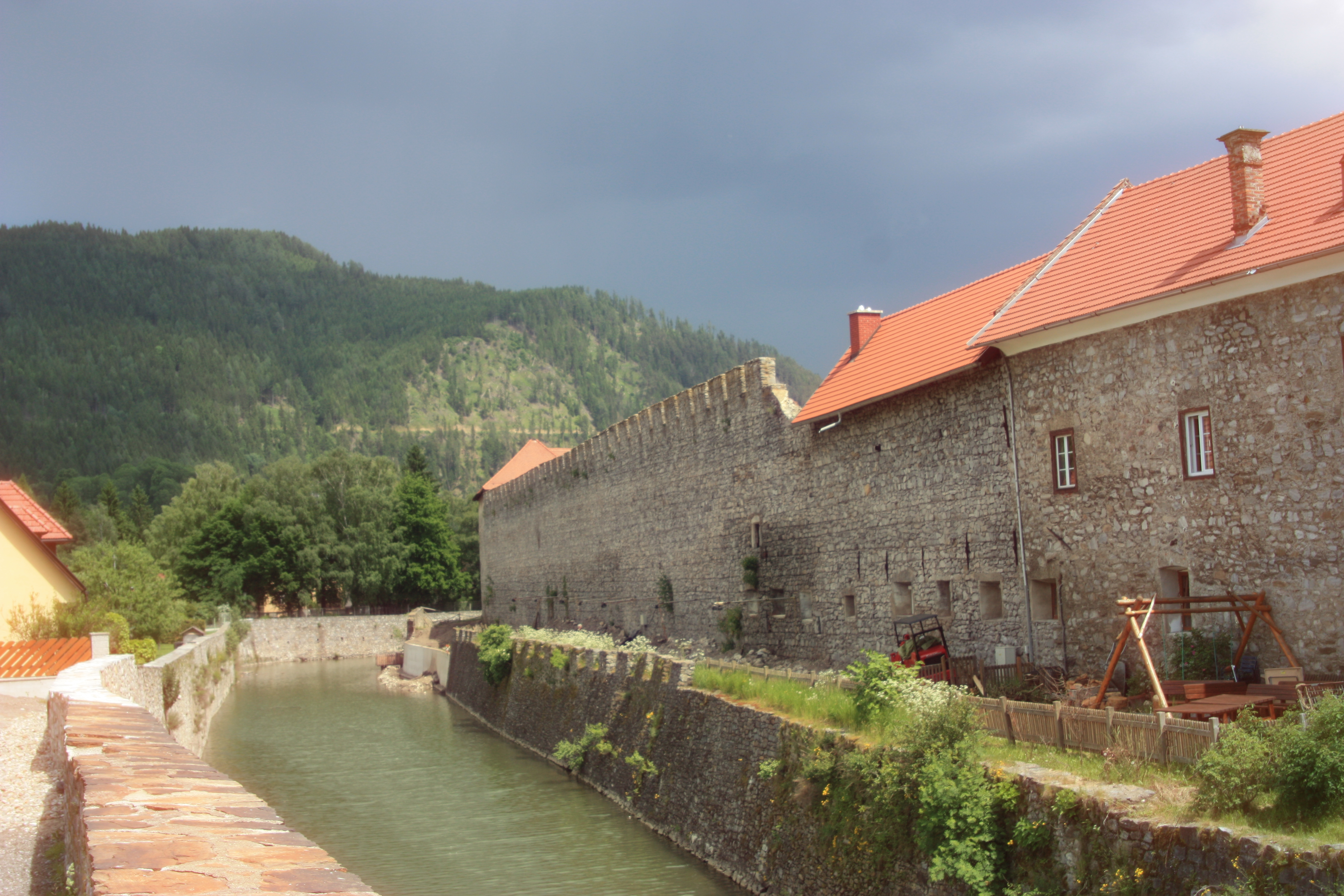
Міські мури
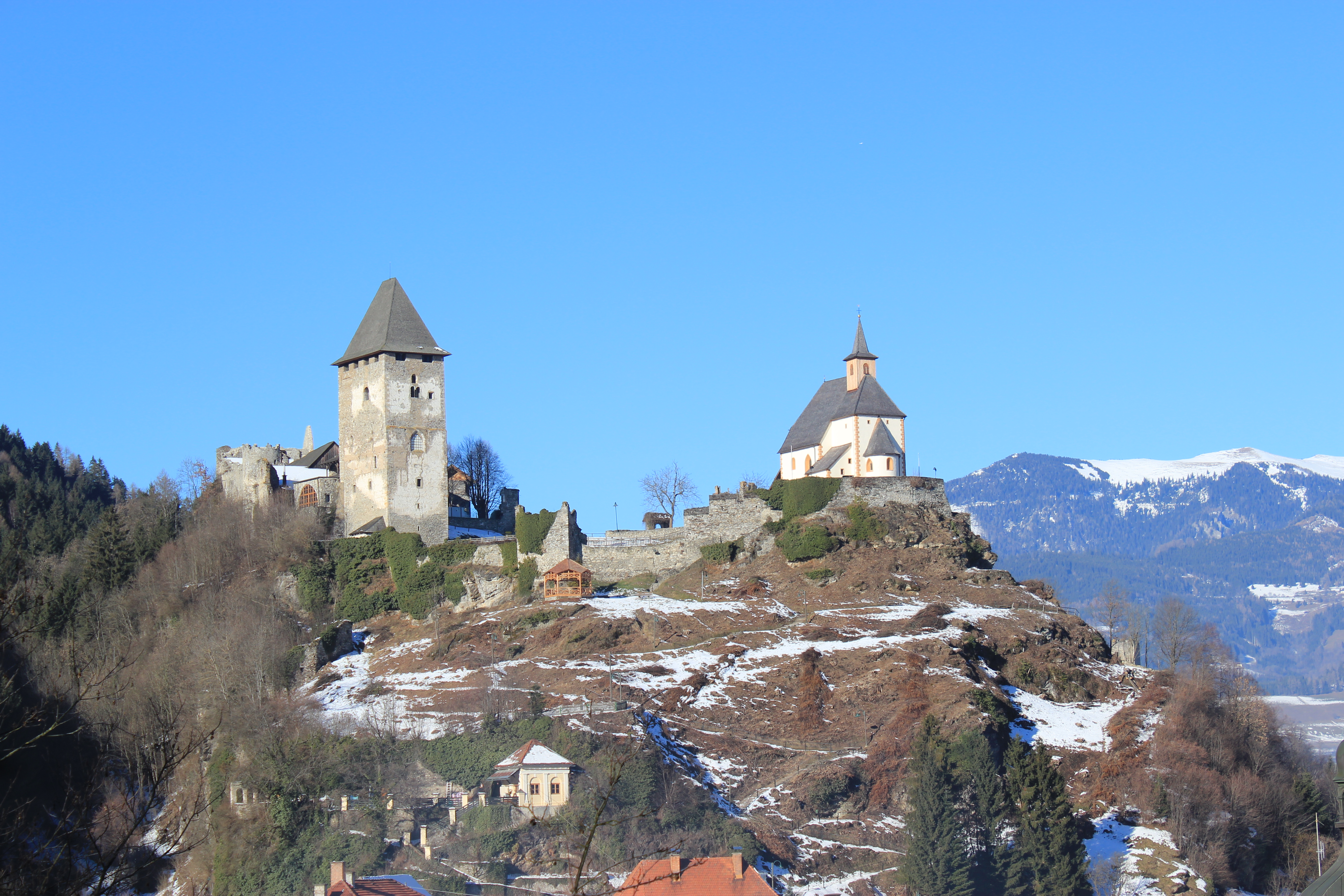
Замок Петерсберг

## Виноски
- Офіційна сторінка [Архівовано 5 лютого 2007 у Wayback Machine.](нім.)
- Stadtgemeinde Friesach(нім.)
- Friesach Sehenswürdigkeiten(нім.)